# Rönnören (Luleå)
Rönnören is een Zweeds eiland behorend tot de Lule-archipel. Het eiland ligt ten zuidoosten van "hoofdeiland" Sigfridsön. Het heeft geen vaste oeververbinding. Op het eiland staan enige huisjes of visserscabines.